# Happy-Go-Lucky
Happy-Go-Lucky is een Britse komische film uit 2008, geregisseerd door Mike Leigh. Het scenario werd genomineerd voor een Academy Award. De productie en haar medewerkers kregen twintig filmprijzen daadwerkelijk toegekend, waaronder een Zilveren Beer, een Golden Globe en een Satellite Award voor hoofdrolspeelster Sally Hawkins.

## Verhaal
Poppy (Hawkins) is een vrolijke en optimistische lerares op een lagere school. Ze blijft altijd vrolijk, ook wanneer ze te maken krijgt met stoïcijns winkelpersoneel of wanneer haar fiets gestolen blijkt. Poppy - eigenlijk Pauline - is dertig jaar oud, een gelukkige vrijgezel en samenwonend met haar flatgenoot Zoe (Alexis Zegerman) in Londen. Happy-Go-Lucky schetst een beeld van hoe ze zo positief mogelijk door het leven gaat, ondanks dat andere mensen soms proberen haar humeur onderuit te halen. Zo begint ze met autorijlessen bij instructeur Scott (Eddie Marsan), die zwaar gefrustreerd en in de knoop met zichzelf en de wereld in het leven staat. Dit komt onder meer tot uiting in woede-uitbarstingen. Met een collega gaat Poppy mee naar flamencolessen en ze ontmoet een verwarde dakloze. Ze gaat op bezoek bij haar zwangere jongere zusje en heeft een affaire met een sociaal werker die een van haar leerlingen begeleidt.

## Geschiedenis
De film nam deel aan de Berlinale in 2008, en Hawkins kreeg daar de Zilveren Beer als beste actrice. De première vond plaats in Camden Town, waar het verhaal zich afspeelt, op 14 april 2008.